# ضحكات القدر (فلم)
ضحكات القدر هو فيلم مصري من إخراج إلهامي حسن وبطولة قوت القلوب، عبد الشافي محمد، زوزو نبيل، صلاح نظمي، حسن فايق وصالحة قاصين، صدر الفيلم في 11 أبريل 1955.

## نبذة
(حافظ) رجل ثري متزوج من الفتاة الشابة (نازك)، يقيم معهما بالمنزل شقيق (نازك)، يكتشف (حافظ) حقيقة شقيق زوجته وأنه عشيقها وليس أخوها، وأن زوجته (نازك) مازالت زوجة لرجل فقير، تركته لتتزوج (حافظ) الرجل الثري، وأن زوجها يطاردها ليقتلها.

## وصلات خارجية
- مقالات تستعمل روابط فنية بلا صلة مع ويكي بيانات